# دادگاه جسد

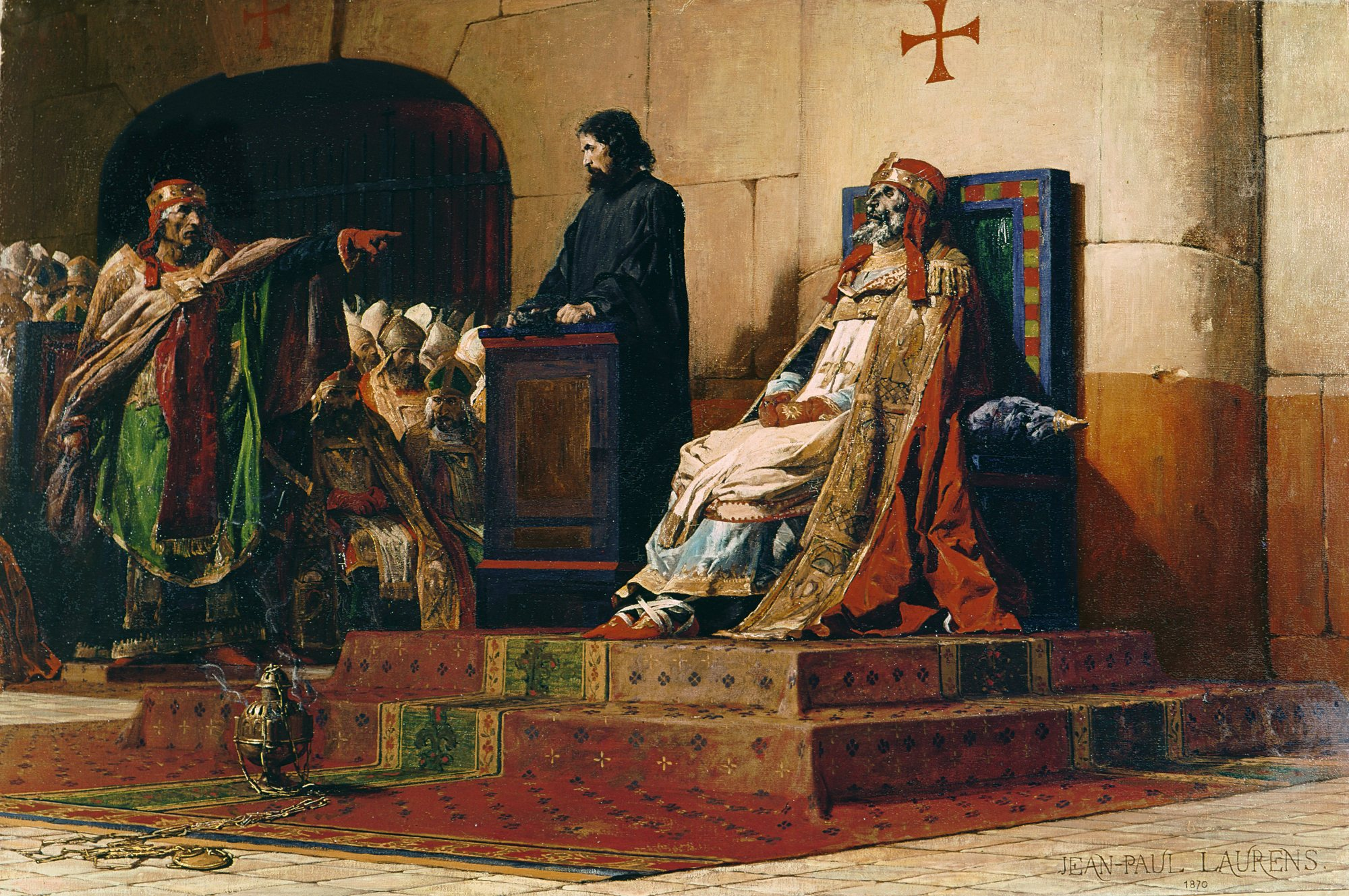
محاکمه جسد پاپ فورموسوس توسط پاپ استفن ششم، نقاش ژان‌پل لورنس

دادگاه جسد (به انگلیسی: Cadaver synod) یا (به انگلیسی: Cadaver Trial) نامی است که معمولاً به دادگاهی می‌گذارند، که در باسیلیکای سنت جان لاتران رم در ژانویه ۸۹۷ بر قرار شد. دادگاه جسد و حوادث مربوط به آن در طی یک دوره بی‌ثباتی سیاسی در ایتالیا اتفاق افتاد. دراین دوره میان سال‌های ۸۹۶ تا ۹۰۴ هر سال پاپ جدیدی منصوب می‌گشت.غالباً، این دوران‌های کوتاه پاپی نتیجه دسیسه‌های جناح‌های محلی روم بوده که منابع تاریخی کمی ازآنها به جا مانده‌است.
فورموزوس در سال ۸۶۴ در زمان پاپ نیکلاس یکم اسقف کلیسای پورتو سانتا روفینا شد. در سال ۸۶۶ وی را به عنوان نماینده پاپ به بلغارستان فرستادند و در این مقام چنان موفق بود که حاکم بلغارستان از پاپ درخواست می‌کند که او را به عنوان اسقف اعظم بلغارستان منصوب کند. نیکولاس از دادن مجوز خودداری کرد، زیرا طبق قانون، یک اسقف نمی‌توانست بیش از یک نمایندگی داشته باشد. او همچنین به قسطنطنیه سفر کرد و در آنجا با آرنولف کرنتنی، پادشاه فرانک‌ها که آرزوی سلطنت ایتالیا را داشت، ملاقات کرد.
در سال ۸۷۵، کمی پس از تاجگذاری شارل کچل، فورموزوس از ترس پاپ آن زمان ژان هشتم از رم فرار می‌کند. چند ماه بعد، در سال ۸۷۶، جان هشتم مجموعه‌ای از اتهامات را علیه فورموزوس و برخی از همکارانش صادر کرد. وی ادعا کرد که فورموزوس ذهن بلغارها را خراب کرده‌است. به طوری که تا زمانی که فورموزوس زنده بود آن‌ها هیچ اسقف دیگری را نمی‌پذیرفتند. وی او را محکوم می‌کرد که به همراه چند نفر دیگر توطئه کرده بودند تا مقام پاپی را از جان بگیرند، و نیز اینکه او از قلمرو خود پورتو جدا شده و علیه شارل [کچل] محبوب ما توطئه کرده‌است. در نهایت فورموزوس و همکارانش تکفیر شدند.
پس از مرگ جان هشتم، مشکلات فورموزوس پایان یافت. وی مقام اسقفی خود را در پورتو از سر گرفت، و در آنجا ماند تا اینکه در ۶ اکتبر ۸۹۱ به عنوان پاپ انتخاب شد. اما مشاجره قبلی او با جان هشتم، اساس اتهامات مطرح شده در دادگاه جسد را تشکیل داد.

## زمینه قبلی
به‌طور کلی تصور می‌شود که دادگاه جسد با انگیزه‌های سیاسی همراه بوده‌است. فورموزوس در سال ۸۹۲ لمبرت را به عنوان یکی از حاکمین مشترک امپراتوری مقدس روم تاجگذاری کرد. پدر لامبرت، گویدو سوم، پیش از این توسط جان هشتم تاجگذاری شده بود. در سال ۸۹۳، فورموسوس، که ظاهراً از تجاوزات گای عصبی بود، از آرنولف که از کارولنژیان بود دعوت به حمله به ایتالیا و دریافت تاج شاهنشاهی کرد. حمله آرنولف ناکام ماند و گای سوم اندکی بعد درگذشت. فورموزوس در سال ۸۹۵ دوباره از آرنولف دعوت خود را تکرار کرد و اوایل سال بعد آرنولف از کوه‌های آلپ عبور کرد و وارد رم می‌شود و فورموزوس وی را به عنوان امپراتور مقدس روم تاجگذاری کرد. پس از مدتی ارتش فرانک‌ها برمیگردند و آرنولف و فورموزوس در ۸۹۶ با فاصله چند ماه می‌میرند و پاپ بونیفاس ششم جانشین فرموس شد که او نیز دو هفته بعد درگذشت و استون ششم پاپ می‌شود. لامبرت و مادرش، تقریباً هم‌زمان با پاپ شدن استیون ششم وارد رم شدند و بلافاصله پس از آن در آغاز سال ۸۹۷، تشریفات محاکمه جسد را برگزار می‌کنند. پس از مرگ آرنولف و سقوط اقتدار خاندان کارولنژی‌ها در رم، لامبرت وارد شهر شد و استفن را مجبور به تشکیل دادگاه جسد کرد، هدف او ادعای مجدد تاج شاهنشاهی و شاید هم برای انتقام پس از مرگ از فورموسوس بود.
مورخ دیگری به نامGirolamo Arnaldi می‌گوید گای چهارم پسر عموی لامبرت لشکر کشید نه گای سوم پدر لامبرت

## محاکمه
احتمالاً حدود ژانویه ۸۹۷، استفان ششم دستور داد که جسد سلف خود فورموزوس را از قبر خارج کنند و برای محاکمه به دادگاه پاپ برسانند. در حالی که جسد بر تخت سلطنت نشسته بود، یک شماس منصوب شد تا به جای پاپ متوفی پاسخگوی دادگاه باشد.
استفان ششم به جسد می‌گوید: "هنگامی که اسقف منطقه پورتو بودید، چرا با جاه طلبی سلطنتی جهانی رومی را غصب کردید؟"
فورموسوس به دروغگویی و انحراف مقام پاپی به انجام امور خلاف قانون شرع محکوم شد و همچنین محکوم بود به اینکه به عنوان یک فرد غیر روحانی مقام اسقفی را غصب کرده.
سرانجام، جسد مقصر شناخته شد. می‌گویند، پس از اینکه جسد از جامه پاپ او جدا شد، استفان سه انگشت دست راست او را که در زندگی به عنوان برکت از آن استفاده کرده بود، قطع کرد و بعداً رسماً همه اعمال و دستورات فورموزوس را باطل کرد.
سرانجام جسد در گورستان بیگانگان دفن شد. و در نهایت دوباره جسد از خاک بیرون آورده شد و با بستن وزنه به آن به بستر رودخانه تیبر انداختند شد.

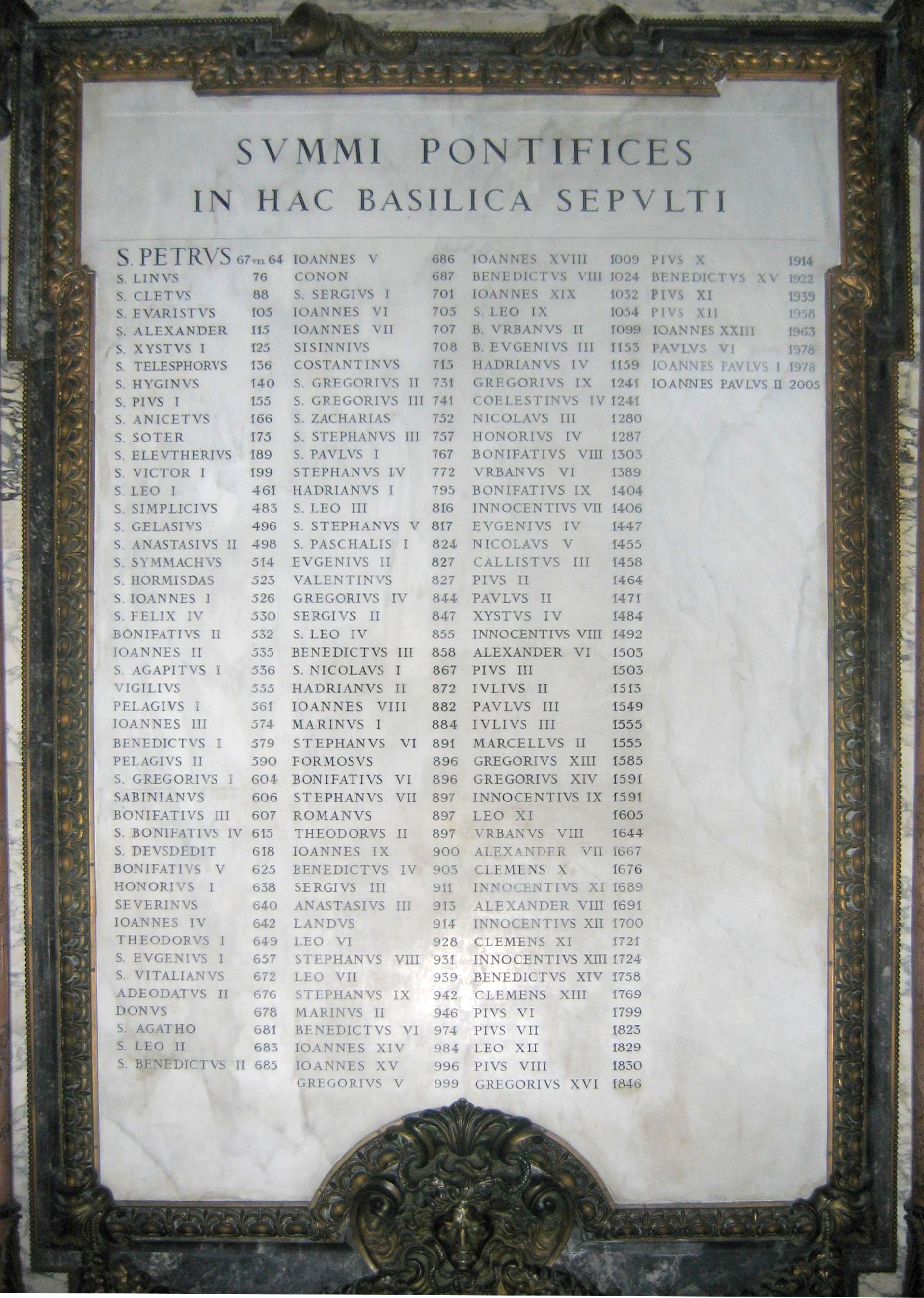
لیست پاپ‌های مدفون در کلیسای سنت پیتر به همراه جسد فورموزوس (ردیف ۸۹۶)

## عواقب
این نمایش فریبنده افکار عمومی را در رم علیه استفان معطوف کرد. بدن فورموزوس در کرانه‌های رود تیبر شسته شد، و شایعه شد که شروع به انجام معجزه کرده‌است. در یک قیام عمومی استفان را خلع و زندانی کردند. وی در ژوئیه یا اوت ۸۹۷ در زندان خفه شد.
در دسامبر ۸۹۷ پاپ تئودور دوم (۸۹۷) احکام محاکمه جسد را باطل و از فورموزوس تجلیل کرد و دستور داد که جسد وی را از رود تیبر برداشته و با لباسهای پاپی در کلیسای سن پیترو دفن کنند. در سال ۸۹۸، ژان نهم هم احکام دادگاه جسد را باطل اعلان کرد، هفت کاردینال درگیر در دادگاه جسد را تکفیر کرد و هرگونه دادرسی در آینده برای یک جسد را ممنوع کرد.
با این حال، پاپ سرجیوس سوم (۹۰۴–۹۱۱)، که به عنوان اسقف و یکی از دو قاضی مشترک در دادگاه جسد شرکت کرده بود، احکام تئودور دوم و جان نهم را لغو و مجدداً محکومیت فورموزوس را تأیید کرد.